# Eagleton Village
Eagleton Village ist eine Siedlung auf gemeindefreiem Gebiet im Blount County im US-amerikanischen Bundesstaat Tennessee. Zu statistischen Zwecken ist der Ort zu einem Census-designated place (CDP) zusammengefasst worden. Im Jahr 2020 hatte Eagleton Village 5393 Einwohner.
Eagleton Village liegt in der Knoxville Metropolitan Area, der Metropolregion um die Stadt Knoxville.

## Geografie
Eagleton Village liegt im Osten Tennessees unweit des Little River, der über den Tennessee River und den Ohio zum Stromgebiet des Mississippi gehört.
Die geografischen Koordinaten von Eagleton Village sind 35°47′42″ nördlicher Breite und 83°55′55″ westlicher Länge. Das Ortsgebiet erstreckt sich über eine Fläche von 7,6 km².
Nachbarorte von Eagleton Village sind Alcoa (an der westlichen Ortsgrenze), Rockford (4,3 km nördlich), Maryville (an der südlichen Ortsgrenze), Walland (18 km südöstlich) Wildwood (8 km ostnordöstlich) und Seymour (20,7 km nordöstlich).
Das Stadtzentrum von Knoxville befindet sich (250 km nördlich). Die nächstgelegenen weiteren größeren Städte sind Lexington in Kentucky (299 km nordnordwestlich), Charlotte in North Carolina (367 km ostsüdöstlich), Greenville in South Carolina (277 km südöstlich), Atlanta in Georgia (289 km südlich), Chattanooga (176 km südwestlich), Tennessees Hauptstadt Nashville (294 km westlich), Bowling Green in Kentucky (325 km nordwestlich) und Kentuckys größte Stadt Louisville (405 km nordwestlich).

## Verkehr
Die Tennessee State Route 33 führt in Nord-Süd-Richtung durch Eagleton Village. Alle weiteren Straßen sind untergeordnete Landstraßen, teils unbefestigte Fahrwege sowie innerörtliche Verbindungsstraßen.
Der nächste Flughafen ist der an der 8 km westlich gelegene McGhee Tyson Airport von Knoxville.

## Bevölkerung
Nach der Volkszählung im Jahr 2010 lebten in Eagleton Village 5052 Menschen in 2136 Haushalten. Die Bevölkerungsdichte betrug 664,7 Einwohner pro Quadratkilometer. In den 2136 Haushalten lebten statistisch je 2,35 Personen.
Ethnisch betrachtet setzte sich die Bevölkerung zusammen aus 92,4 Prozent Weißen, 3,0 Prozent Afroamerikanern, 0,2 Prozent amerikanischen Ureinwohnern, 0,2 Prozent Asiaten sowie 2,4 Prozent aus anderen ethnischen Gruppen; 1,7 Prozent stammten von zwei oder mehr Ethnien ab. Unabhängig von der ethnischen Zugehörigkeit waren 5,9 Prozent der Bevölkerung spanischer oder lateinamerikanischer Abstammung.
22,2 Prozent der Bevölkerung waren unter 18 Jahre alt, 62,5 Prozent waren zwischen 18 und 64 und 15,3 Prozent waren 65 Jahre oder älter. 52,8 Prozent der Bevölkerung waren weiblich.
Das mittlere jährliche Einkommen eines Haushalts lag bei 36.799 USD. Das Pro-Kopf-Einkommen betrug 18.849 USD. 14,9 Prozent der Einwohner lebten unterhalb der Armutsgrenze.